# Andronikos II.
Andronikos II. Palaiologos (25. března 1259, Nikaia – 13. února 1332, Konstantinopol) vládl jako druhý císař z rodu Palaiologovců v Byzantské říši v letech 1282–1328.

## Život

### Před nástupem na trůn

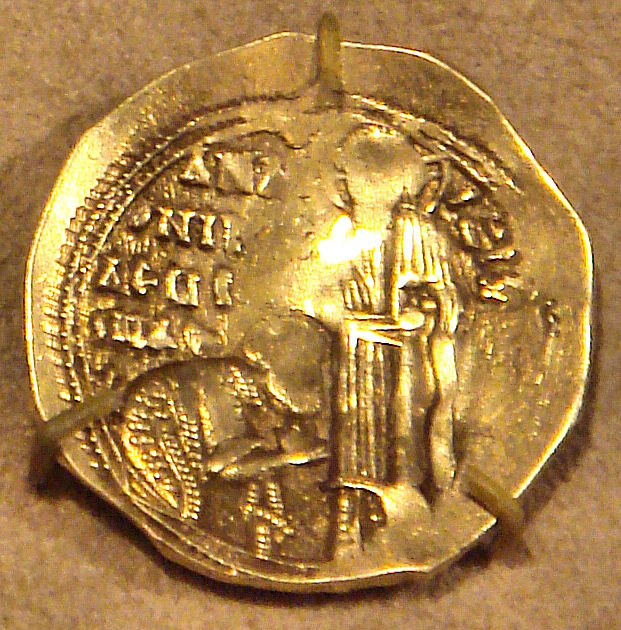
Hyperpyron Andronika II. klečícím před Kristem

Andronikos se narodil v 25. března 1259 jako syn nikájského císaře Michaela VIII. a jeho manželky Theodory. Když se jeho otec zmocnil roku 1261 Konstantinopole, dal svého syna prohlásit okamžitě spolucísařem a korunovat v chrámu Hagia Sofia, zajistil tím tak nezpochybnitelné panování palailiogovské dynastie. O Andronikově dětství se toho moc neví, k první důležité události dochází, když jej Michael poslal v sedmdesátých či v osmdesátých letech bojovat proti Turkům, kteří pronikali na byzantská území v Malé Asii. Andronikos dosáhl několika úspěchů, včetně obnovy města Tralles, které bylo přejmenováno na Andrinocopolis, ale po Andronikově odchodu opět přebírají území Turci. Samostatným vládcem se Andronikos stal v prosinci 1282.

### Císařská vláda

#### První léta vlády
Dvacetičtyřletý Andronikos nezdědil po otci lehké postavení, právě naopak. Byzantská říše byla na pokraji rozvratu. Hlavním problémem byla nespokojenost lidu s přijetím náboženské unie za císaře Michaela a nejen to, říše byla chudá a na pokraji bankrotu. Andronikos nechal dokonce svého otce pohřbít raději v Selymbrii, než aby rozbouřil konstantinopolské obyvatelstvo.
Své panování začal Andronikos tím, že zrušil nepopulární unii se západem. Andronikos byl od počátku proti unii, avšak za otcovy vlády musel chtě nechtě souhlasit. Tímto opatřením si císař naklonil pravoslavnou církev, i když nebyl schopen vyřešit její vnitřní rozkoly. Císař také učinil několik ústupků šlechtě a díky těmto opatřením se mu podařilo uklidnit rozbouřenou společnost. Roku 1284 se oženil s Jolandou z Montferratu.
Během jeho vlády došlo k velké hospodářské krizi impéria, díky níž začala hodnota hyperpyronu strmě klesat, avšak tato negativní tendence započala již za vlády Michaela VIII. Prázdnou státní pokladnu se císař snažil naplnit neoblíbenými opatřeními. Daně byly stále vyšší a vyšší, výdaje na armádu snižovány, zlato v císařském paláci roztaveno a v roce 1285 učinil císař snad největší chybu – dal provést demontáž byzantského loďstva, které v té době mělo 80 až 120 lodí. Kvůli likvidaci loďstva byla Byzantská říše stále více závislá na italských republikách Janovu a Benátkách, tím bylo později usnadněno pronikání Turků do Evropy.
Roku 1290 odjel Andronikos na návštěvu k bývalému nikájskému císaři Janu IV., který byl Michaelem oslepen a zbaven vlády. Císař se Janovi omluvil za to, co mu kdysi provedl jeho otec. Tímto aktem si císař získal náklonnost církve. Posléze císař roku 1291 opět jednal s Janovskou republikou o obchodních privilegiích, výměnou za převedení finančních zisků z Krymu na Byzanc a zachování byzantského loďstva. I přesto se již nikdy neměla říše vymanit z námořní dominance italských republik. Roku 1295 přijal císař za spolucísaře svého syna Michaela IX., kterému předal kontrolu nad financemi a vedení nad armádou.

#### Boj o Malou Asii
Na rozdíl od svého otce rozpoznal Andronikos II. závažnost situace v Malé Asii. Snažil se všemožnými způsoby vyhnat Turky, kteří se usazovali na byzantském území – především Osmanské Turky. Jeho prvním krokem bylo přesunutí svého dvora do Nikáje, aby mohl osobně dohlížet na výstavbu opevnění a posilovat morálku zdejších vojenských posádek. Poté poslal svého nejlepšího generála Alexia Philantropenose, aby z Meandrového údolí vyhnal Turky. To se mu dočasně podařilo, avšak úspěch byl narušen spiknutím a Alexios Philantropenos byl zbaven velení. Poté císař poslal v čele armády do Malé Asie svého syna Michaela IX. a generála Muzalon porazit Turky. Došlo k bitvě u Baphea roku 1302 a Byzanc byla poražena, poté se Byzantinci zmohli jen na obranu silně opevněných měst.
Roku 1308 požádal císař o pomoc Mongoly a Srby a podařilo se mu poslat 6 000 mužů, opět pode velením svého syna, aby zkonsolidoval poslední byzantské državy v Býthii.

#### Katalánská společnost

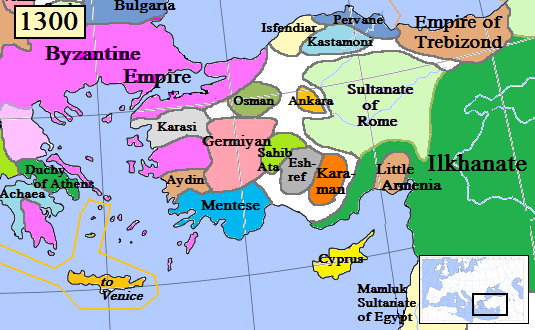
Byzantské císařství a okolní státy roku 1300

V polovině roku 1302 dorazili do Konstantinopole dva vyslanci Rogera de Flor, kteří přišli nabídnout služby katalánské společnosti císaři po dobu devíti měsíců, výměnou za udělení Rogerovi titulu Megas Duxe (velkovévoda) a ruky jeho neteře Marie z Monferenttu, císař měl také společnosti vyplácet žold. Protože si byl císař vědom katastrofální situace v Malé Asii, rozhodl se nabídku katalánských žoldnéřů přijmout a to i přes vysokou cenu. Katalánská společnost se na lodích přepravila z Itálie, kde působila u aragonského krále. Celkem do Byzance přibylo kolem 7 000 lidí, včetně dětí a žen, z nichž bylo 2 500 bojovníků.
V září 1302 přijel do Konstantinopole Roger de Flor osobně. Andronikos mu podle svého slibu udělil titul Megas Duxe a dal mu ruku své neteře Marie. Katalánci způsobili mnoho problémů v okolí města a tak je císař dal co nejdříve přepravit přes Bospor do Anatolie. Katalánští se vylodili u Kyziku a porazili Turky, kteří obléhali město, samozřejmě se to neobešlo bez plenění. Během několika měsíců se podařilo vyhnat Turky od Efezu, Philadelphie a Magnesia. Taktikou katalánských žoldnéřů byly rychlé útoky na nepřítele, který nedokázal včas využít svých luků.
Roku 1304 byla byzantská armáda pod velením Michaela IX. poražena u Skafidy Bulhary. Podle mírové smlouvy, uzavřené roku 1307 musela Byzanc odstoupit několik hradů a měst Bulharsku.
Roger de Flor zatím odrazil invazi Alanů u Černého moře a postoupil daleko do Malé Asie až k pohoří Taurus, kde v srpnu 1305 porazil Osmany a jeho muži získali obrovskou kořist. Dobytá území předal císař Rogerovi do správy. Bohužel docházelo k mnoha sporům mezi neukázněnými Katalánci a obyvatelstvem. Katalánci se zde dopustili na obyvatelích mnoha excesů. Mnoho lidí by raději žilo pod nadvládou Turků než pod krutými Katalánci. Přesto Byzantici neučinili nic, aby zabránili Kataláncům v řádění. Nakonec v době, kdy Roger odešel na vojenské tažení, se Magnesia vzbouřila a odmítla jej vpustit do města. Roger se město chystal oblehnout, avšak císař jej rychle povolal zpět na Balkán, aby se účastnil bojů proti Bulharům.
Vztahy mezi císařem a bulharským carem byly velmi napjaté. Car Theodor Svatoslav napadl roku 1305 říši a chtěl se zmocnit byzantských přístavů na pobřeží Černého moře. Michael IX. se snažil území bránit, avšak jeho armáda byla příliš malá a slabá a tak byla nakonec poražena. Michael se chtěl pomstít a Andronikos povolal Katalánské. Avšak byzantská armáda to těžce nesla a nakonec Michael poslal dopis, ve kterém vyjádřil své obavy z rivality Katalánců a byzantské armády a obával se, že by mohlo na straně Byzanticů dojít k povstání. Katalánci již dorazili přes Bospor do Galiopolis a cítili se dotčeni, když císař Rogera posílal zpět do Malé Asie. Roger se cítil tímto přístupem uražen a odmítl císařovu žádost. Poté požadoval okamžité vyplacení žoldu, avšak císař mohl Kataláncům vyplatit jen malou částku toho, co původně chtěli. Navíc Katalánským dorazily posily od krále Jakuba II. Aragonského.
Mezi Byzantici a katalánskou stranou započaly kruté boje. Katalánští plenili Thrákii a způsobili mnoho útrap obyvatelům oblasti. Roger chtěl vytvořit svou vlastní říši, ta se měla rozkládat v Malé Asii. K jeho ambicím patřilo i dobytí Konstantinopole. V lednu 1307 dobyl Roger Galiopolis a zoufalý císař se s ním rozhodl vyjednávat. Udělil mu titul cesare a dostal v léno asijská území říše (kromě Býthie). Roger se nyní ze své základny chystal zničit Turky s pomocí 3 000 mužů.
Ale chování Rogera vzbudilo nepřátelství a rivalitu spolucísaře Michaela. Ten chtěl Katalánskou společnost zničit. Michael pozval Rogera na hostinu pro vojenské velitele. Roger ignoroval nepřátelství se spolucísařem a jeho pozvání přijal. Tato chyba jej stála život – dne 7. dubna 1307 byl na hostině na svojí počest zabit žoldnéři císaře Michaela spolu se svým doprovodem 400 rytíři a tisícem pěšáků. Michael pak s pomocí mnoha Turků zaútočil na Galiopolis, kterou ovládal Berenguer, jiný velitel Katalánců, ten sebou přivezl 9 galér. Útok na Galiopolis byl neúspěšný, ale katalánská společnost utrpěla velké ztráty. Berenguer však poté pobil veškeré byzantské obyvatelstvo Galiopolis a vytvořil zde jakýsi typ samostatného státu. Poté Katalánci porazili císařské armády a vyplenili Makedonii a Thrákii.

### Občanská válka a smrt
Situace v Byzantské říši se konečně začala zlepšovat, avšak záhy vypukla první občanská válka za vlády Palailogovců. Po smrti císaře Michaela IX. se novým spolucísařem Andronika stal roku 1325 jeho vnuk Andronikos III. Nakonec měl však být kvůli rodovým sporům Andronikos III. zbaven moci. Avšak mladý spolucísař byl spojen s byrokracií a vzbouřil se proti svému dědovi. Tak došlo v Byzanci ke kruté občanské válce.
Turci mohli nyní v klidu pokračovat ve svém tažení a roku 1326 dobyli Bursu. Poté byla krom měst Nikomedie a Nikáji celá Býthie definitivně ztracena. Na Balkáně se zas mohli Srbové zmocnit několika pevností v Makedonii. Andronikos II. dal navíc provést další demontáž loďstva, to umožnilo Naxu a Benátkám dobýt mnoho Egejských ostrovů.
V roce 1328 se vzbouřencům podařilo lstí proniknout do hlavního města a Andronikos II. byl nucen abdikovat ve prospěch svého vnuka Andronika III. Poté Andronikos odešel do kláštera, kde jako mnich 13. února 1332 zemřel.

## Rodina
S Annou Uherskou měl císař dvě děti:
- Michael IX. Palaiologos (17. dubna 1277 – 12. října 1320), spoluvládce svého otce, ⚭ 1294 Rita Arménská (10/11. ledna 1278 – červenec 1333)
- Konstantin Palaiologos (1278/81–1334/35), despota

S druhou manželkou Jolandou měl děti:
- Jan Palailogos (1286–1308)
- Theodor I. Palailogos – markýz z Monfferatu
- Demetrios Palailogos (zemřel roku 1343)
- Simonida Palaiologovna – manželka srbského krále Štěpána Uroše II.

Dále měl dvě nemanželské dcery Irenu a Marii.